# Andrena pulicaria
Andrena pulicaria är en biart som beskrevs av Warncke 1975. Andrena pulicaria ingår i släktet sandbin, och familjen grävbin. Inga underarter finns listade i Catalogue of Life.